# Муравьево (Кимрский район)
Муравьево — деревня в Кимрском районе Тверской области. Входит в состав Титовского сельского поселения.

## География
Находится в юго-восточной части Тверской области на расстоянии приблизительно 4 км на восток по прямой от станции Савёлово в городе Кимры.

## История
Известна с 1635 года, когда в ней был учтен 1 двор. В 1859 году здесь (деревня Калязинского уезда Тверской губернии) было учтено 19 дворов. Ныне имеет дачный характер.

## Население
Численность населения: 4 человека (1635 год), 150 (1859 год), 0 как в 2002 году, так и в 2010.